# Bunkenmoor
Das Bunkenmoor ist ein Naturschutzgebiet in der niedersächsischen Gemeinde Stöckse in der Samtgemeinde Steimbke und in der Stadt Nienburg im Landkreis Nienburg/Weser.
Das Naturschutzgebiet mit dem Kennzeichen NSG HA 185 ist 37 Hektar groß. Im Nordosten grenzt es direkt an das Naturschutzgebiet „Krähenmoor“. Ansonsten ist es vollständig vom Landschaftsschutzgebiet „Die Krähe“ umgeben. Das Gebiet steht seit dem 27. November 1997 unter Naturschutz. Zuständige untere Naturschutzbehörde ist der Landkreis Nienburg/Weser.
Das Naturschutzgebiet liegt östlich von Nienburg und ist von den Endmoränen der Krähe umgeben. Es stellt eine Hochmoorfläche unter Schutz, welche sich in einer in eine Moräne eingesenkten Abflussrinne des heutigen Krähenmoores gebildet hat. Das Moor wird überwiegend von Birken-Kiefern-Moorwald und Pfeifengrasbeständen geprägt ist.
Das Bunkenmoor wird vom Schiffgraben durchflossen, der das Gebiet über den Führser Mühlbach zur Weser entwässert. Im Bereich des Schiffgraben sind stellenweise künstlich angelegte Stillgewässer zu finden, die sich naturnah entwickeln und für gefährdete Tierarten wie Amphibien von Bedeutung sind. Die Moorflächen sollen durch die Wiederherstellung standorttypischer Wasserverhältnisse regeneriert werden.